# Джо Кларк
Чарльз Джозеф Кларк (англ. Charles Joseph Clark; народ. 5 червня 1939, Хай-Рівер, Альберта, Канада) — канадський державний і політичний діяч, 16-й прем'єр-міністр Канади.

## Біографія

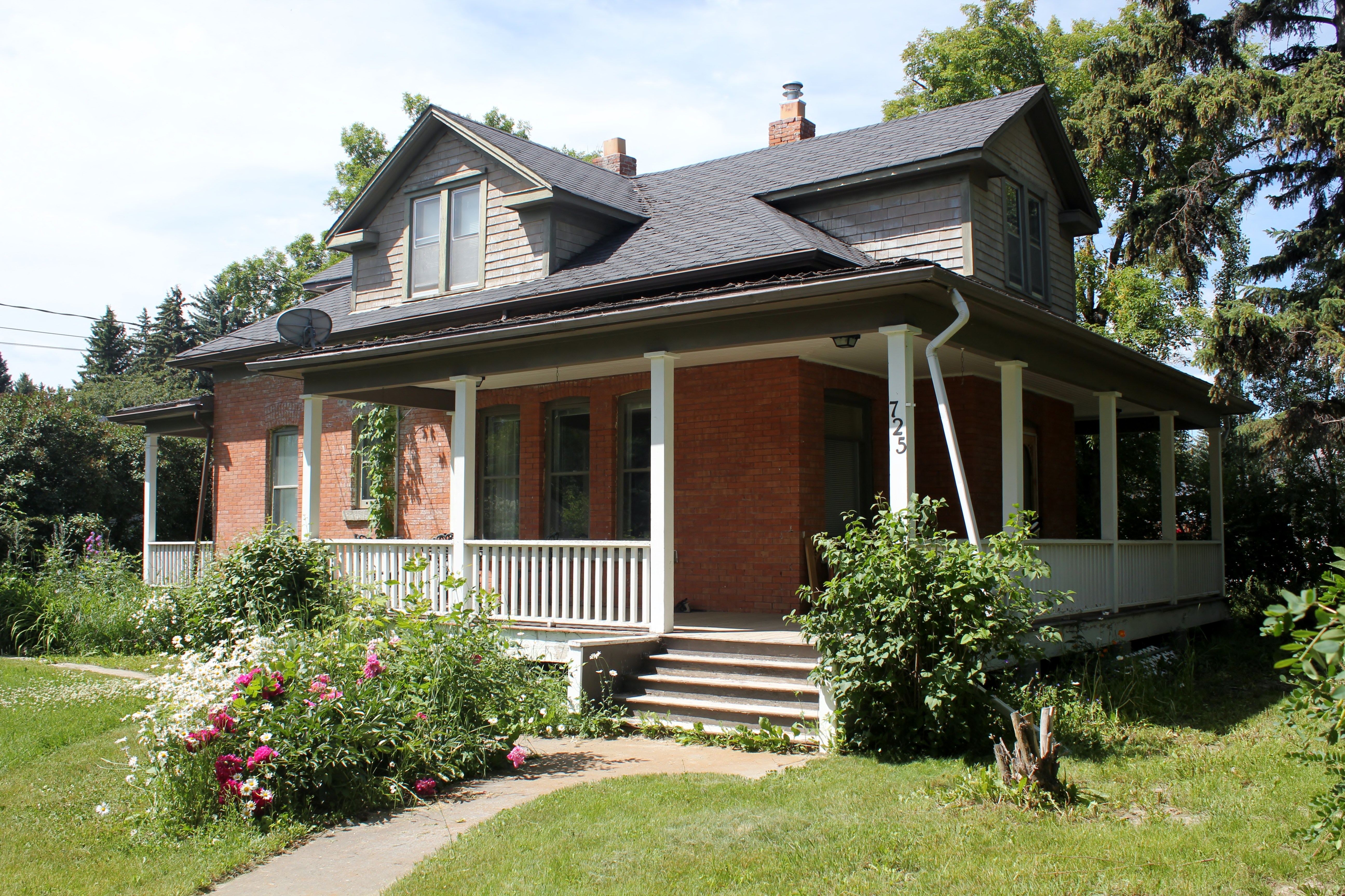
Будинок Кларків у Гай-Рівер — пам'ятка історії

Чарлз Джозеф Кларк народився в місті Гай-Рівер (Альберта) в родині видавця місцевої газети Чарлза А. Кларка (англ. Charles A. Clark) та Грейс Роузлін (англ. Grace Roselyn), до шлюбу — Велч (англ. Welch).
Закінчив юридичний факультет Університету провінції Альберта і Долхаузський університет, відповідно отримав ступені бакалавра політичних наук і магістра політичних наук у 1973 році. У тому ж році одружився з Морін Мактір, разом виховують доньку Еллен.
Працював журналістом в газеті «Едмонтон джорнел», «Калагарі геральд», агентстві Канадіан Прес, телекомпанії Сі-бі-сі. У 1967 році був спеціальним помічником Деві Фултона, у період з 1967—1970 виконавчий помічник Роберта Стенфілда.
1993—1998 професор, консультант, читав курс політичних наук в Університеті провинції Альберта.
Від 1972 року — член Палати громад федерального парламенту Канади.
Джо Кларк двічі обирався лідером Прогресивно-консервативної партії: від 1976 до 1983 та від 1998 до 2003.
- 22 лютого 1976 — 3 червня 1979 року — лідер офіційної опозиції
- 6 квітня 1979 — 2 березня 1980 року — прем'єр-міністр Канади
- 3 березня 1980 — 1 лютого 1983 року — лідер офіційної опозиції
- 17 вересня 1984 — 20 квітня 1991 року — державний секретар з іноземних справ
- від 13 до 26 лютого 1985 року — виконувач обов'язків міністра оборони Канади
- від 18 грудня 1988 до 29 січня 1989 року — в. о. міністра юстиції й Генерального прокурора Канади
- 21 квітня 1991 — 24 червня 1993 року — голова Таємної ради Її Величності з питань Канади, а також відповідальний міністр конституційних справ.

## Нагороди
- Комапаньйон ордену Канади